# Ron Polonsky
Ron Polonsky (hebreiska: רון פולונסקי), född 28 mars 2001, är en israelisk simmare. Hans yngre syster, Lea Polonsky, är också en simmare.

## Karriär
I maj 2021 vid EM i Budapest var Polonsky en del av Israels lag på 4×200 meter mixed frisim som slutade på fjärde plats med tiden 7.32,96 och som satte ett nytt nationsrekord. Övriga i laget var Denis Loktev, Andrea Murez och Anastasia Gorbenko. Vid OS i Tokyo 2021 tävlade Polonsky i tre grenar. Han slutade på 27:e plats på 200 meter bröstsim, 26:e plats på 200 meter medley och på 27:e plats på 400 meter medley.
Polonsky började studera och simma för Stanford University med start skolåret 2021/2022.
Vid EM 2024 i Belgrad tog Polonsky silver på 200 meter medley samt var en del av Israels lag som tog guld på 4×100 meter mixed medley.